# Giuseppe Dordoni
Giuseppe Dordoni (souvent appelé Pino Dordoni), né le 28 juin 1926 à Plaisance, mort le 24 octobre 1998 dans la même ville, était un athlète italien, spécialiste de la marche, qui fut champion olympique en 1952 à Helsinki sur le 50 km.

## Biographie
Considéré comme un excellent technicien, ses marches ont souvent été filmées puis étudiées pour apprécier et pouvoir imiter sa technique.
Il remporta 24 titres nationaux, notamment entre 1946 et 1957.
Champion d'Europe en 1950, il remporte les Jeux olympiques de 1952, nonobstant le fait que les ongles des gros orteils lui aient été asportés peu avant l'épreuve, avec la meilleure prestation mondiale sur la distance (4 h 28 min 7 s 8/10).

## Hommage
Le 7 mai 2015, en présence du président du Comité national olympique italien (CONI), Giovanni Malagò, a été inauguré  le Walk of Fame du sport italien dans le parc olympique du Foro Italico de Rome, le long de Viale delle Olimpiadi. 100 tuiles rapportent chronologiquement les noms des athlètes les plus représentatifs de l'histoire du sport italien. Sur chaque tuile figure le nom du sportif, le sport dans lequel il s'est distingué et le symbole du CONI. L'une de ces tuiles lui est dédiée .